# Walentin Chorell
Walentin Chorell, född 8 april 1912 i Åbo, död 18 november 1983 i Helsingfors, var en finlandssvensk författare, dramatiker och manusförfattare. I kyrkböckerna upptogs han som Walentin Sundqvist, efter modern Elisabet Sundqvist. När Walentin var sex år gammal gifte sig modern med K. A. Chorell, som också adopterade hennes son. 

## Karriär
Walentin Chorell blev student 1931 och fil.mag. 1934 vid Helsingfors universitet. Chorell debuterade som lyriker 1941 med Vinet och lägeln men övergick senare till att skriva romaner, skådespel och hörspel. Genombrottet fick han med pjäsen Fabian öppnar portarna (1941). 
Chorells pjäs Kattorna filmatiserades 1965 som Kattorna och romanerna Agneta och lumpsamlaren och Sista leken 1984 som Sista leken.
Konflikten mellan individens behov och samhällets krav är ett viktigt tema i Chorells författarskap.Miljön är oftast den urbana arbetarklassen.
Walentin Chorell verkade även som lärare i psykologi och filosofi i Östra Svenska läroverket, Brändö svenska samskola, Laguska skolan och Svenska teaterskolan.
Chorell satt med i styrelsen för Finlands svenska författareförening och Holger Schildts förlag, fungerade som ordförande för Finlands svenska dramatikerförbund 1965─1969 och blev tilldelad flera litterära priser, t.ex. statens litterära pris 1954, nordiska dramatikerpriset 1955 samt första pris i Rundradions tävling för TV-pjäser 1965. Han har även tilldelats ett tiotal priser av Svenska litteratursällskapet i Finland under åren 1951─1982.  
Walentin Chorell gifte sig 1940 med läraren Ethel f. Bremer och fick en dotter, Eva-Cecilia. Han fick professorstitel 1973.
Han är begravd på Sandudds begravningsplats i Helsingfors. Hans arkiv finns hos Svenska litteratursällskapet.

### Lyrik
- Vinet och lägeln (1941)
- Spegling (1943)

### Romaner
- Lektion för döden (1946)
- Jörgen Hemmelinks stora augusti (1947)
- Calibans dag (1948)
- Ensam sökan (1948)
- Blindtrappan (1949)
- Intim journal (1951)
- Sträv gryning (1952)
- Miriam (1954)
- Främlingen (1956)
- Kvinnan (1958)
- Stölden (1960)
- De barmhärtiga (1962)
- Saltkaret (1963)
- Grodan (1966)
- Agneta och lumphandlaren (1968)
- Sista leken (1970)
- Äggskalet (1972)
- Knappen (1974)
- Livstycket (1976)
- Pizzamordet (1977)
- Dockorna (1978)
- Rävsaxen (1980)
- Lekhagen (1981)
- Kvarteret Barmhärtigheten (1982)

### Hörspel
- Mord vid mikrofonen (1946)
- Dockhandlaren och den sköna Lilith (1947, tryckt 1952)
- Fallet Jasmin (1947)
- Vågar du? (1947)
- Denis odödliga hjärta (1947)
- Dialog vid ett fönster (1948, tryckt 1952)
- En timme för Stefan (1948)
- Sista vittnet (1948)
- Ett spel om tystnad (1949)
- Så skedde i Juda (1949)
- Tomflaskan (1949, tryckt 1952)
- Pippelin från Pippelunda (1949)
- Andrea Sölfverne (1950, tryckt 1952)
- Resa med ömhet (1950)
- Stadens själ (1950)
- Kristoffer tjänaren (1951, tryckt 1952)
- Kvinnors hus (1951, tryckt 1952)
- Vår herres roddare (1951, tryckt 1952)
- Herr Stappapapp (1951)
- Kung hjärtlös (1951)
- Den höga damen sover (1952)
- Narren (1952)
- Tag mig som en dröm (1952)
- Åtta radiopjäser 1952
- Miriam (1953)
- Feber (1954)
- Vandringsman (1954, tryckt 1956)
- Innan ordet (1956)
- Voces intimae (1959)
- Stölden (1959, tryckt 1967)
- De tysta hjulen (1960)
- Stämmorna (1960)
- Prinsen (1960)
- Den dag jag for I–II (1961)
- De nakna över Vitebsk (1962, tryckt 1967)
- Grå Eros (1963, tryckt 1967)
- Auktionen (1965, tryckt 1967)
- Häxan (1965)
- Guldkust (1965)
- Markeetta (1967)
- Tel Aviv–Berlin (1967)
- Fänrik Casimir de la Wie (1968)
- Skolkaren (1969)
- Storfamiljen (1970)
- Eikka (1971)
- Åtta speglar (1973)
- Ormflickan (1975)
- De vackra tvätterskorna (1977)
- Flykten (1978)
- Sömngångerskan (1978)
- Har någon sett Tessica? (1978)
- Kiirastuli (övers. Helena Anhava)
- Det landet Utopia (1983)

### Skådespel
- Fabian öppnar portarna (1949)
- Madame (1952, tryckt 1956)
- Haman (1952, tryckt samma år)
- Natt över tre (1952)
- Tag mig som en dröm (1952)
- Systrarna (1955, tryckt 1956)
- Tre skådespel (1956) (Madame, Vandringsman, Systrarna)
- De moderlösa (1956)
- Guldkust (1957)
- Elden (1958)
- Änkorna (1958)
- Gräset (1958)
- Tre vita skjortor (1960)
- Min älskade är en fiskare (1960)
- Nässlorna (1961)
- Kattorna (1961)
- Död den tredje? (1964)
- Lemlarna (1965)
- Tokiga muraren (1965)
- Det lilla negerbarnet (1965)
- Kattfötterna (1967)
- Fem spel (1967) (Voces intimae, De nakna över Vitebsk, Auktionen, Grå Eros, Ariadne)
- Fyra bräder och en passion (1969)
- Revolt (1969)
- Linjerna (1970)
- Lavendel (1971)
- Kvinnorna på Raseborg (1972)
- Den ljuva galenskapen (tills. Med Börja Lampenius och Karin Mandelstam) (1974)
- Etyd (1980)

### Tv-drama
- Madelaine Rigaux (1958)
- Flickan från vita skogen (1960)
- Nike (1960)
- Ariadne (1965, tryckt 1967)
- Stegen (1967)

### Fotnoter
1. ↑  läs online, www.helsinginseurakunnat.fi .[källa från Wikidata]
2. ↑  ”Kattorna”. Svensk Filmdatabas. https://www.svenskfilmdatabas.se/sv/Item/?type=film&itemid=4704. Läst 3 november 2023.
3. ↑  ”Sista leken”. Svensk Filmdatabas. https://www.svenskfilmdatabas.se/sv/Item/?type=film&itemid=14561. Läst 3 november 2023.
4. ↑  ”Hietaniemen hautausmaa – merkittäviä vainajia” (på finska). Helsingfors kyrkliga samfällighet. https://www.helsinginseurakunnat.fi/material/attachments/hautausmaat/hietaniemi/w8GZkM0y7/Hietaniemen_merkittavia_vainajia.pdf. Läst 12 juli 2016.